# Богданов, Андрей Петрович
Андре́й Петро́вич Богда́нов (род. 28 декабря 1956, Мурманск) — советский и российский историк, литератор. Доктор исторических наук.

## Биография
Окончил Московский историко-архивный институт, в 1983 году защитил кандидатскую диссертацию «Летописные и публицистические источники по политической истории России конца XVII в.», в 1994 году — докторскую «Русские историки последней четверти XVII века: от летописания к исследованию».
Ведущий научный сотрудник Института российской истории РАН, руководитель секции «Образование, наука и искусство» Научного совета РАН «Человек в повседневности».
Действительный член РАЕН, член Союза журналистов Москвы, член организационного комитета междисциплинарного научного семинара по истории взаимовосприятия культур «Россия и мир».
Автор 40 изданных книг, в том числе монографий, учебников, исторической публицистики, художественных и детских.

## Основные публикации
- Богданов А. П. Гравюра как источник по истории политической борьбы в России в период регентства Софьи Алексеевны (вопросы происхождения) // Материалы XV Всесоюзной научной студенческой конференции «Студент и научно-технический прогресс». Серия «История». — Новосибирск, 1977. — С. 39—48.
- Богданов А. П. Летописные известия о смерти Фёдора и воцарении Петра Алексеевича // Летописи и хроники. 1980. — М., 1981. — С. 197—206.
- Богданов А. П. «Истинное и верное сказание» о 1 Крымском походе — памятник публицистики Посольского приказа // Проблемы изучения нарративных памятников по истории русского средневековья. — М., 1982. — С. 57—84.
- Богданов А. П. Роспись «изменников-бояр и думных людей», казнённых и сосланных по требованию восставших в мае 1682 г. // Молодые обществоведы Москвы — Ленинскому юбилею. Материалы III Московской городской конференции по общественным наукам, посвящённой 110-й годовщине со дня рождения В. И. Ленина. — М., 1982. — С. 113—118.
- Чистякова Е. В., Богданов А. П. «Да будет потомкам явлено...»: Очерки о русских историках второй половины XVII века и их трудах / Е. В. Чистякова, А. П. Богданов. — М.: Издательство Российского Университета дружбы народов, 1988. — 136 с. — 70 000 экз. — ISBN 5-209-00006-0. (обл.)
- Богданов А. П. Василий Васильевич Голицын // «Око всей великой России»: Об истории русской дипломатической службы XVI - XVII веков / Под ред. Е. В. Чистяковой; Сост. Н. М. Рогожин. — М.: Международные отношения, 1989. — С. 179–228. — 240, [16] с. — (Из истории дипломатии). — 50 000 экз. — ISBN 5-7133-0059-5. (обл.)
- Богданов А. П. Сказание о Волконских князьях : Ист. были / Худож. С. Комарова. — М.: Молодая гвардия, 1989. — 112 с. — (Б-ка журн. ЦК ВЛКСМ «Молодая гвардия»; № 25 (388)). — ISBN 5-235-01142-2.
- Лызлов А. Скифская история / Подг. текста, комментарии, аннотир. указатель имён А. П. Богданова; Отв. ред. д.и.н. Е. В. Чистякова. — М.: Наука, 1990. — 520 с. — (Памятники исторической мысли). — 5000 экз. — ISBN 5-02-009645-8. (в пер.)
- Россия при царевне Софье и Петре I: Записки русских людей / Сост., автор вступ. ст., коммент. и указ. А. П. Богданов; Худож. В. М. Назарук. — М.: Современник, 1990. — 448 с. — (Серия мемуаров «Память»). — 100 000 экз. — ISBN 5-270-00708-8. (в пер.)
- Богданов А. П. Перо и крест: Русские писатели под церковным судом. — М.: Политиздат, 1990. — 480 с. — 100 000 экз. — ISBN 5-250-00765-1.
- Буганов В. И., Богданов А. П. Бунтари и правдоискатели в Русской православной церкви / В. И. Буганов, А. П. Богданов. — М.: Политиздат, 1991. — 528 с. — 100 000 экз. — ISBN 5-250-01235-3.
- Богданов А. П. Творческое наследие Игнатия Римского-Корсакова // Герменевтика древнерусской литературы. Вып. 6. Ч. 1. — М., 1993. — С. 165—248.
- Богданов А. П. Летописец и историк конца XVII в.: Очерки исторической мысли «переходного времени» / Гос. пуб. ист. библиотека. — М.: ГПИБ, 1994. — 144 с.
- Игнатий Римский-Корсаков, митрополит Сибирский и Тобольский. Генеалогиа явленной от сотворения мира фамилии... Корсаков-Римских / Составитель, автор вступ. статьи, исследований и аннотир. указателя источников А. П. Богданов. — М.: Ангстрем, 1994. — 242 с.
- Богданов А. П. От летописания к исследованию: Русские историки последней четверти XVII века / Российский институт социальных коммуникаций. — М.: РИСК, 1995. — 552 с.
- Разведка была всегда... / В. Плугин, А. Богданов, В. Шеремет. — М.: Армада, 1998. — 368 с. — (Россия. Исторические расследования). — 10 000 экз. — ISBN 5-7632-0672-X. (в пер., суперобл.)
- Богданов А. П. В тени Великого Петра. — М.: Армада, 1998. — 336 с. — (Россия. Исторические расследования). — 10 000 экз. — ISBN 5-7632-0685-1. (в пер., суперобл.)
- Богданов А. П. Тайны Московской Патриархии. — М.: Армада, 1998. — 384 с. — (Россия. Исторические расследования). — 10 000 экз. — ISBN 5-7632-0774-2. (в пер., суперобл.)
- Богданов А. П. Основы филиграноведения: История, теория, практика. — М.: Едиториал УРСС, 1999. — 336 с. — 1000 экз. — ISBN 5-901006-72-0. (обл.)
- Богданов А. П. Московская публицистика последней четверти XVII в. / Институт российской истории РАН. — М.: ИЦ ИРИ РАН, 2001. — 493 с. — ISBN 5-8055-0071-X.
- Богданов А. П. Стих и образ изменяющейся России: последняя четверть XVII - начало XVIII века / Институт российской истории РАН. — М.: ИЦ ИРИ РАН, 2005. — 504 с. — 300 экз. — ISBN 5-8055-0144-9. (обл.)
- Богданов А. П. Царевна Софья и Пётр. Драма Софии. — М.: Вече, 2008. — 352, [16] с. — (Terra Historica). — 3000 экз. — ISBN 978-5-9533-2310-9. (в пер.)
- Богданов А. П. Опальные воеводы. — М.: Вече, 2008. — 352 с. — (Тайны Земли Русской). — 7000 экз. — ISBN 978-5-9533-2318-5. (в пер.)
- Богданов А. П. Мятежное православие. — М.: Вече, 2008. — 480 с. — (Тайны Земли Русской). — 3000 экз. — ISBN 978-5-9533-3290-3. (в пер.)
- Богданов А. П. Александр Невский. — М.: Вече, 2009. — 336 с. — (Православие. Традиции. Люди). — 3000 экз. — ISBN 978-5-9533-3563-8. (в пер.)
- Богданов А. П. Несостоявшийся император Фёдор Алексеевич. — М.: Вече, 2009. — 320 с. — (Тайны Российской империи). — 4000 экз. — ISBN 978-5-9533-4271-1. (в пер.)
- Богданов А. П. Александр Невский: Друг Орды и враг Запада. — М.: Вече, 2012. — 288 с. — (Человек-загадка). — 3010 экз. — ISBN 978-5-4444-0110-1. (в пер.)
- Богданов А. П. Княгиня Ольга: Святая воительница. — М.: Вече, 2013. — 272 с. — (Человек-загадка). — 3000 экз. — ISBN 978-5-4444-0130-9. (в пер.)
- Богданов А. П. Патриарх Филарет: Тень за троном. — М.: Вече, 2014. — (Человек-загадка). — ISBN 978-5-4444-0131-6. (в пер.)
- Богданов А. П. Суворов. — М.: Вече, 2014. — 466 с. — (Великие исторические персоны). — 15 000 экз. — ISBN 978-5-4444-2234-2. (в пер.)